# Persone di nome Domenico/Politici
| Questa pagina contiene informazioni ricavate automaticamente dalle voci biografiche con l'ausilio del template Bio e di un bot. L'aggiornamento è periodico e automatico e ricostruisce completamente la pagina. Se manca una persona in questa lista, sei pregato di non aggiungerla, ma accertati piuttosto che la sua voce biografica contenga il template Bio e che i dati anagrafici siano correttamente compilati. Se il template Bio manca, inseriscilo tu stesso o, in alternativa, metti l'avviso {{tmp\|Bio}} che ne segnala la mancanza. Se i dati riportati sono sbagliati, correggi direttamente la voce biografica; le modifiche saranno visibili in questa lista entro pochi giorni. Per chiarimenti vedi il progetto antroponimi. La lista contiene solo le 116 persone che sono citate nell'enciclopedia e per le quali è stato implementato correttamente il template Bio. Pagina aggiornata al 22 lug 2025. |

Questa è una lista di persone presenti nell'enciclopedia che hanno il nome Domenico e sono politici.

## A(7)
- Domenico Albanese, politico italiano (Bompietro, n. 1916 - † 1986)
- Domenico Albergo, politico italiano (Catania, n. 1889 - Piacenza, † 1971)
- Domenico Amalfitano, politico italiano (Martina Franca, n. 1941)
- Domenico Amaretti, politico italiano
- Domenico Arcudi, politico italiano (Reggio Calabria, n. 1909 - Palermo, † 1985)
- Domenico Arezzo, politico italiano (Ragusa, n. 1948)
- Domenico Auricchio, politico italiano (Boscoreale, n. 1946)

## B(16)
- Domenico Bacchi, politico italiano (Partinico, n. 1929 - Partinico, † 2013)
- Domenico Barrile, politico italiano (Montevago, n. 1949)
- Domenico Bartoli, politico, magistrato e avvocato italiano (Agrigento, n. 1823 - Palermo, † 1897)
- Domenico Antonio Basile, politico italiano (Vibo Valentia, n. 1952)
- Domenico Beccadelli di Bologna, politico italiano (Palermo, n. 1826 - Parigi, † 1863)
- Domenico Maria Belzoppi, politico sammarinese (Borgo Maggiore, n. 1796 - † 1864)
- Domenico Benedetti Valentini, politico italiano (Spoleto, n. 1946)
- Domenico Beneventano, politico italiano (Petina, n. 1948 - Ottaviano, † 1980)
- Domenico Bennardi, politico italiano (Fasano, n. 1975)
- Domenico Bollani, politico e vescovo cattolico italiano (Venezia, n. 1514 - Roma, † 1579)
- Domenico Bollani, politico e diplomatico italiano (Venezia - † 1504)
- Domenico Bollani, politico e diplomatico italiano (Venezia - † 1496)
- Domenico Bonaccorsi di Casalotto, politico italiano (Catania, n. 1828 - Giarre, † 1917)
- Domenico Borraccino, politico italiano (Barletta, n. 1928 - Barletta, † 2001)
- Domenico Bova, politico italiano (Roccella Ionica, n. 1946 - Bologna, † 2019)
- Domenico Buccini, politico italiano (Cocullo, n. 1919 - Avezzano, † 2008)

## C(13)
- Domenico Capellina, politico italiano (Vercelli, n. 1819 - Torino, † 1860)
- Domenico Carpanini, politico italiano (Torino, n. 1953 - Torino, † 2001)
- Domenico Cazzato, politico italiano (Castellaneta, n. 1922 - † 1994)
- Domenico Ceravolo, politico italiano (Bovalino, n. 1928)
- Domenico Chiaramello, politico italiano (Cavallermaggiore, n. 1897 - † 1986)
- Domenico Cigna, politico, giurista e giornalista italiano (Canicattì, n. 1878 - Agrigento, † 1946)
- Domenico Citron, politico italiano (Conegliano, n. 1942)
- Domenico Ciufoli, politico italiano (Cantiano, n. 1898 - Roma, † 1975)
- Domenico Coggiola, politico italiano (Voghera, n. 1894 - Torino, † 1971)
- Domenico Colasanto, politico italiano (Terlizzi, n. 1896 - Napoli, † 1966)
- Domenico Coletti, politico italiano (Este, n. 1825 - Padova, † 1908)
- Domenico Contestabile, politico italiano (Teano, n. 1937 - † 2022)
- Domenico Cozzupoli, politico italiano (Reggio Calabria, n. 1940)

## D(7)
- Domenico De Leonardis, politico italiano (Gioia del Colle, n. 1893 - Gioia del Colle, † 1972)
- Domenico De Siano, politico italiano (Ischia, n. 1958)
- Domenico De Simone, politico italiano (Torremaggiore, n. 1926 - Torremaggiore, † 2019)
- Domenico Di Cresce, politico italiano (Caserta, n. 1943 - Caserta, † 2021)
- Domenico Di Luzio, politico italiano (Chieti, n. 1912 - † 1981)
- Domenico Di Virgilio, politico e medico italiano (Montefino, n. 1939 - Roma, † 2021)
- Domenico Selvo, politico e condottiero italiano

## F(7)
- Domenico Farioli, politico italiano (Carpineti, n. 1887 - † 1953)
- Domenico Fattori, politico sammarinese
- Domenico Figini, politico italiano (n. 1780 - † 1849)
- Domenico Fioritto, politico italiano (San Nicandro Garganico, n. 1872 - San Nicandro Garganico, † 1952)
- Domenico Fisichella, politico e politologo italiano (Messina, n. 1935)
- Domenico Furgiuele, politico italiano (Lamezia Terme, n. 1983)
- Domenico Forges Davanzati, politico e religioso italiano (Palo del Colle, n. 1742 - Palo del Colle, † 1810)

## G(8)
- Domenico Galli, politico italiano (Nizza, † 1856)
- Domenico Gallo, politico italiano (Avellino, n. 1952)
- Menotti Garibaldi, politico e militare italiano (Mostardas, n. 1840 - Roma, † 1903)
- Domenico Gaudio, politico italiano (Mendicino, n. 1916 - Roma, † 2000)
- Domenico Genoese Zerbi, politico italiano (Reggio Calabria, n. 1824 - Reggio Calabria, † 1897)
- Domenico Giuli, politico italiano (Lorenzana, n. 1818 - Lorenzana, † 1892)
- Domenico Gramazio, politico, pubblicista e sindacalista italiano (Roma, n. 1947)
- Domenico Grisolia, politico e avvocato italiano (Napoli, n. 1906 - Roma, † 1984)

## I(1)
- Domenico Izzo, politico italiano (Rotondella, n. 1948 - Montalbano Jonico, † 2023)

## K(1)
- Domenico Kappler, politico italiano (Roma, n. 1959)

## L(9)
- Domenico Larussa, politico e avvocato italiano (Catanzaro, n. 1900 - † 1975)
- Domenico Latanza, politico italiano (Taranto, n. 1908 - Roma, † 1991)
- Domenico Laudicina, politico italiano (Trapani, n. 1913 - † 2000)
- Domenico Leone, politico e generale bizantino
- Domenico Lo Jucco, politico e manager italiano (Napoli, n. 1948)
- Domenico Lo Vasco, politico e avvocato italiano (Brescia, n. 1928 - Palermo, † 2020)
- Domenico Lomelo, politico italiano (Polignano a Mare, n. 1954)
- Mimmo Lucano, politico e attivista italiano (Melito di Porto Salvo, n. 1958)
- Mimmo Lucà, politico italiano (Gioiosa Ionica, n. 1953 - Rivalta di Torino, † 2025)

## M(12)
- Domenico Magrì, politico italiano (Catania, n. 1903 - Roma, † 1983)
- Domenico Marzi, politico, avvocato e partigiano italiano (Piperno, n. 1876 - Frosinone, † 1959)
- Domenico Maselli, politico e storico delle religioni italiano (Alessandria, n. 1933 - Lucca, † 2016)
- Domenico Matera, politico italiano (Benevento, n. 1965)
- Domenico Mauro, politico, letterato e patriota italiano (San Demetrio Corone, n. 1812 - Firenze, † 1873)
- Domenico Mazzi, politico e avvocato italiano (Siena, n. 1822 - Siena, † 1896)
- Domenico Mennitti, politico e giornalista italiano (Termoli, n. 1939 - Brindisi, † 2014)
- Domenico Menorello, politico italiano (Padova, n. 1967)
- Domenico Merlo, politico italiano (Palermo, n. 1813 - Milazzo, † 1890)
- Domenico Michiel, politico italiano (Venezia)
- Dom Mintoff, politico maltese (Cospicua, n. 1916 - Tarxien, † 2012)
- Domenico Moscati, politico italiano (Napoli, n. 1884 - Napoli, † 1953)

## N(1)
- Domenico Napoletano, politico italiano (Napoli, n. 1912 - † 1981)

## P(8)
- Domenico Pappaterra, politico italiano (Mormanno, n. 1958)
- Domenico Pellegrino, politico italiano (Pescolanciano, n. 1927 - Pescolanciano, † 2019)
- Domenico Peritore, politico italiano (Licata, n. 1928 - † 1993)
- Domenico Pinto, politico italiano (Portici, n. 1948)
- Domenico Piraino, politico italiano (Milazzo, n. 1801 - Messina, † 1864)
- Domenico Pittella, politico e medico italiano (Lauria, n. 1932 - Lauria, † 2018)
- Domenico Pizzamano, politico e ammiraglio italiano (Corfù, n. 1748 - Venezia, † 1817)
- Domenico Potenza, politico italiano (Potenza, n. 1937 - Potenza, † 2013)

## R(6)
- Domenico Ricciconti, politico e filantropo italiano (Atri, n. 1883 - Napoli, † 1943)
- Domenico Rizzo, politico italiano (Rossano, n. 1901 - † 1996)
- Domenico Romano, politico italiano (Orsara di Puglia, n. 1932 - Orsara di Puglia, † 2021)
- Domenico Romano, politico italiano (Melicucco, n. 1877 - † 1965)
- Domenico Romeo, politico italiano (Ferruzzano, n. 1939)
- Domenico Rosati, politico, sindacalista e giornalista italiano (Vetralla, n. 1929 - Roma, † 2024)

## S(10)
- Domenico Santoro, politico, giornalista e scrittore italiano (Marcianise, n. 1872 - † 1903)
- Domenico Sartor, politico italiano (McCloud, n. 1913 - Castelfranco Veneto, † 1992)
- Domenico Schiavone, politico italiano (Matera, n. 1890 - Roma, † 1973)
- Domenico Segreto, politico italiano (Sciacca, n. 1922 - Sciacca, † 2010)
- Domenico Serra, politico italiano (Firenze, n. 1805 - Torino, † 1879)
- Domenico Andrea Spada, politico italiano (Ruvo di Puglia, n. 1861 - Roma, † 1938)
- Domenico Spanò Bolani, politico italiano (Reggio Calabria, n. 1815 - Reggio Calabria, † 1890)
- Domenico Spoleti, politico italiano (Bagnara Calabra, n. 1893 - † 1962)
- Domenico Sudano, politico italiano (Catania, n. 1940 - Catania, † 2023)
- Domenico Susi, politico italiano (Introdacqua, n. 1940 - Sulmona, † 2004)

## T(6)
- Domenico Testa, politico italiano (Isernia, n. 1945)
- Domenico Tinozzi, politico italiano (Cugnoli, n. 1858 - Cugnoli, † 1953)
- Domenico Tonarelli, politico e prefetto italiano (Scansano, n. 1820 - Firenze, † 1886)
- Domenico Trevisan, politico e diplomatico italiano (Venezia, n. 1500 - Famagosta, † 1561)
- Domenico Tripepi, politico italiano (Reggio Calabria, n. 1852 - Reggio Calabria, † 1905)
- Domenico Tuccillo, politico italiano (Afragola, n. 1960)

## V(4)
- Domenico Valori, politico italiano (Filignano, n. 1932 - † 2006)
- Domenico Verile, politico italiano (Foggia, n. 1942)
- Domenico Viotto, politico e antifascista italiano (Quinto Vicentino, n. 1887 - Milano, † 1976)
- Domenico Volpini, politico e saggista italiano (Gradoli, n. 1938)